# Valcalepio (vino)
Il Valcalepio è una DOC riservata ad alcuni vini la cui produzione è consentita nella provincia di Bergamo.

## Zona di produzione
La zona di produzione comprende l'intero territorio dei seguenti comuni:
Provincia di Bergamo
Carobbio degli Angeli, Cenate Sotto, Credaro, Entratico, Gandosso, Ranica, San Paolo d'Argon, Torre de' Roveri, Villa di Serio, Villongo.
La zona di produzione comprende parte del territorio dei seguenti comuni:
Provincia di Bergamo
Adrara San Martino, Adrara San Rocco, Albano Sant'Alessandro, Alzano Lombardo, Bagnatica, Barzana, Bergamo, Bolgare, Brusaporto, Carvico, Castelli Calepio, Cenate Sopra, Chiuduno, Costa di Mezzate, Curno, Foresto Sparso, Gorlago, Grumello del Monte, Luzzana, Mapello, Montello, Mozzo, Nembro, Paladina, Palazzago, Ponteranica, Pontida, Predore, Sarnico, Scanzorosciate, Seriate, Sorisole, Sotto il Monte Giovanni XXIII, Telgate, Torre Boldone, Trescore Balneario, Valbrembo, Viadanica, Villa d'Adda, Villa d'Almè e Zandobbio.

## Tecniche di produzione
Il Valcalepio rosso DOC deve essere sottoposto ad invecchiamento per almeno 12 mesi, di cui almeno 3 in botti di legno. Il Valcalepio rosso riserva DOC deve essere sottoposto ad invecchiamento per almeno 36 mesi, di cui almeno 12 in botti di legno. Sulle etichette di ciascuna tipologia di Valcalepio DOC è obbligatorio riportare l'annata di produzione delle uve. Il vino Valcalepio moscato passito non può essere immesso al consumo prima del 12 maggio del secondo anno successivo a quello di produzione delle uve.
Il Valcalepio DOC non può essere commercializzato in contenitori di capacità superiore a 5 litri. Sono consentiti contenitori in vetro, chiusi con tappo di sughero e le bottiglie dovranno essere di tipo bordolese o borgognona per il vino rosso e di tipo bordolese o renana per il vino bianco. Per il tipo Moscato passito sono obbligatorie bottiglie di vetro scuro di capacità non superiore ai 0,750 litri.

## Disciplinare
Il Valcalepio DOC è stato istituito con DPR 3 agosto 1976 pubblicato sulla Gazzetta Ufficiale n. 308 del 18 novembre 1976.
Successivamente è stato modificato con:
- DM 2 agosto 1993 GU 200 – 26 agosto 1993
- DM 17 aprile 2002 GU 112 – 15 maggio 2002
- DM 30 novembre 2011 GU 295 – 20 dicembre 2011 Pubblicato sul sito ufficiale del Mipaaf Sezione Qualità e Sicurezza Vini DOP e IGP
- DM 12 luglio 2013 Pubblicato sul sito ufficiale del Mipaaf (concernente correzione dei disciplinari) Sezione Qualità e Sicurezza - Vini DOP e IGP
- La versione in vigore è stata approvata con DM 7 marzo 2014 Pubblicato sul sito ufficiale del Mipaaf Sezione Qualità e Sicurezza Vini DOP e IGP

## Tipologie

### Valcalepio bianco
| uvaggio                        | Pinot bianco e Chardonnay, anche congiuntamente, dal 55% all'80% Pinot grigio dal 20% al 45% |
| titolo alcolometrico minimo    | 11,50% vol.                                                                                  |
| acidità totale minima          | 4,5 g/l.                                                                                     |
| estratto secco minimo          | 18,00 g/l                                                                                    |
| resa massima di uva per ettaro | 90 q.                                                                                        |
| resa massima di uva in vino    | 70 %                                                                                         |

#### Caratteri organolettici
- Aspetto: Giallo paglierino;
- Olfatto: delicato, caratteristico;
- Gusto: secco, armonico.

#### Abbinamenti consigliati
Antipasti di pesce, zuppe e minestre di verdura, primi piatti con formaggi o ricotta.

### Valcalepio rosso
È consentita la menzione riserva.
|                                | rosso                                                    | rosso riserva                                            |
| uvaggio                        | Cabernet sauvignon min 25 max 60% Merlot min 40% max 75% | Cabernet sauvignon min 25 max 60% Merlot min 40% max 75% |
| titolo alcolometrico minimo    | 11,50% vol.                                              | 12,50% vol.                                              |
| acidità totale minima          | 5,0 g/l.                                                 | 5,0 g/l.                                                 |
| estratto secco minimo          | 22,00 g/l                                                | 22,00 g/l                                                |
| resa massima di uva per ettaro | 100 q.                                                   | 100 q.                                                   |
| resa massima di uva in vino    | 70 %                                                     | 70 %                                                     |

#### Caratteri organolettici
- Aspetto: rosso rubino, tendente al granata (riserva);
- Olfatto: intenso, piacevole, caratteristico;
- Gusto: secco, di corpo, armonico.

#### Abbinamenti consigliati
Risotti, carne arrosto o alla griglia, formaggi stagionati

### Valcalepio moscato passito
| uvaggio                        | Moscato di Scanzo e/o Moscato 100% |
| titolo alcolometrico minimo    | 17,00% vol.                        |
| acidità totale minima          | 5,5 g/l.                           |
| estratto secco minimo          | 22,00 g/l                          |
| resa massima di uva per ettaro | 65 q.                              |
| resa massima di uva in vino    | 40 %                               |

#### Caratteri organolettici
- Aspetto: rosso rubino;
- Olfatto: delicato, Aromatico, intenso, caratteristico;
- Gusto: dolce, piacevole, armonico.

#### Abbinamenti consigliati
Dessert, biscotti e pasticcini, formaggi erborinati.